# Biotopo Ponte Casoni
Il biotopo Ponte Casoni è un biotopo di interesse comunale del Trentino-Alto Adige, istituito con legge provinciale nel 2008 sul territorio del comune di Ospedaletto.

## Accesso
Il biotopo si trova sulla sponda destra del fiume Brenta, in località Ponte Casoni (da cui il nome), alle pendici della catena montuosa del Gruppo degli Altipiani. Gli accessi all'area naturale avvengono attraverso la viabilità comunale, raggiungibile all'uscita della Strada statale 47 della Valsugana. Sulla sponda opposta del fiume rispetto al biotopo si sviluppa la Ciclopista della Valsugana.

## Territorio
L'area naturale si colloca ad una quota di 305 m.s.l.m. ed ha un'estensione di 3,08 ha. L'area era un tempo abitata stabilmente, ed entro i confini del biotopo sono presenti due caseggiati rustici ora in stato di abbandono.

## Flora
La sua flora si distingue per la sua ricchezza e diversità, riflettendo le caratteristiche ecologiche peculiari dell'area.
Una delle caratteristiche distintive di questo biotopo è la presenza di una vasta gamma di specie vegetali adattate agli ambienti umidi e paludosi. Tra queste spiccano varie specie di piante acquatiche come la cannuccia di palude (Phragmites australis), il giunco comune (Juncus effusus) e la tifa (Typha latifolia.). Queste piante svolgono un ruolo fondamentale nell'ecosistema, fornendo habitat e nutrimento a una varietà di specie animali. Inoltre, lungo le rive e nei dintorni delle zone umide, è possibile osservare una diversificata vegetazione arborea e arbustiva. Alcune delle specie più comuni includono il salice (Salix spp.), il pioppo (Populus spp.) e l'ontano (Alnus spp.), le cui radici contribuiscono a stabilizzare il terreno e a mantenere l'equilibrio idrologico dell'area. La flora del Biotopo Ponte Casoni non si limita alle specie acquatiche e palustri, ma comprende anche una varietà di piante erbacee, alcune delle quali sono adattate alle condizioni di suolo più asciutto e alla luce solare diretta. Tra queste si possono trovare la carice (Carex spp.), il ranuncolo acquatico (Ranunculus aquatilis) e diverse specie di erbe e felci. Inoltre, il biotopo offre un habitat ideale per una vasta gamma di piante acquatiche galleggianti, tra cui il giacinto d'acqua (Eichhornia crassipes) e il ranuncolo d'acqua (Nymphoides spp.), che formano densi tappeti vegetali sulla superficie dell'acqua, fornendo rifugio e alimentazione per numerose specie di fauna acquatica.
La varietà e l'abbondanza della flora presente nel Biotopo Ponte Casoni testimoniano della sua importanza come area naturale protetta e dell'importanza di preservare e gestire adeguatamente questo prezioso ecosistema per le generazioni future.